# دیان کالدول
دیان کالدول (انگلیسی: Diane Caldwell؛ زادهٔ ۱۱ سپتامبر ۱۹۸۸) بازیکن فوتبال اهل جمهوری ایرلند است که در حال حاضر برای باشگاه فوتبال زنان زوریخ بازی می‌کند.
از باشگاه‌هایی که در آن بازی کرده است می‌توان به کلن اشاره کرد.
وی همچنین در تیم‌های ملی فوتبال زیر ۱۷ سال، زیر ۱۹ سال و زنان جمهوری ایرلند بازی کرده است.

## سال‌های اولیه
دیان کالدول در بالبریگان، شهرستان دوبلین به دنیا آمد و برای باشگاه محلی بالبریگان بازی کرد. در ژانویه ۲۰۰۶، او به باشگاه فوتبال زنان راهنی یونایتد از لیگ فوتبال زنان دوبلین پیوست.

## دوران دانشگاهی
در پاییز ۲۰۰۶، کالدول به دانشگاه هافسترا پیوست و چهار فصل برای تیم زنان هافسترا پراید بازی کرد در حالی که برای دریافت مدرک کارشناسی در آموزش تربیت بدنی تحصیل می‌کرد. او در سال اول خود در ۱۵ بازی شرکت کرد که ۱۴ بار به عنوان بازیکن اصلی به میدان رفت و یک گل، گل تساوی در پیروزی ۲–۱ مقابل فوردهام به ثمر رساند. او به تیم برترین‌های سال راه یافت. در سال ۲۰۰۷، هافسترا عنوان قهرمانی تورنمنت سی‌ای‌ای را با پیروزی ۱–۰ مقابل باشگاه فوتبال رمز به دست آورد. کالدول پاس گل پیروزی را در فینال داد. در مجموع، کالدول ۷۶ بازی انجام داد و ۸ گل به ثمر رساند.
پس از اتمام دوران کالج خود، کالدول در سال ۲۰۱۰ به هافسترا بازگشت تا برای دریافت مدرک کارشناسی ارشد در علوم ورزشی تحصیل کند. او در بهار برای تیم هاکی روی چمن امتحان داد و در نهایت در فصل ۲۰۱۰ به این تیم ملحق شد. او قبلاً در نوجوانی هاکی بازی کرده بود و به تیم لینستر دعوت شده بود، اما تصمیم گرفت تا بر فوتبال تمرکز کند.

## دوران باشگاهی
در سال ۲۰۱۱، کالدول به فهرست پیش‌فصل باشگاه فوتبال زنان مجیک‌جک دعوت شد، اما با این تیم قرارداد امضا نکرد. در عوض، کالدول در سال ۲۰۱۱ برای باشگاه فوتبال زنان آلبانی الیکتس در لیگ حرفه‌ای فوتبال زنان (WPSL) بازی کرد و سپس به تیم درکا از لیگ برتر فوتبال زنان ایسلند پیوست تا فصل ۲۰۱۱ را به پایان برساند. او در ۸ بازی در تمام رقابت‌ها ۲ گل به ثمر رساند، از جمله می‌توان به گل در یک بازی در مرحله یک سی و دوم نهایی لیگ قهرمانان زنان اروپا در برابر توربین پوتسدام اشاره کرد.

### آوالدسنس
قبل از فصل ۲۰۱۲، کالدول به لیگ دسته اول فوتبال زنان نروژ منتقل شد. او در ۲۰ از ۲۲ بازی لیگ بازی کرد و آوالدسنس در رده اول قرار گرفت و به لیگ برتر فوتبال زنان نروژ صعود کرد. در سه فصل بعدی، آوالدسنس وضعیت خود را در تپسرین حفظ کرد و به ترتیب در رده‌های ۴، ۵ و ۲ قرار گرفت که دومی باعث شد تیم برای اولین بار به لیگ قهرمانان زنان اروپا راه یابد و همچنین به دو فینال جام حذفی فوتبال زنان نروژ رسید: در فینال ۲۰۱۳ که با نتیجه ۱–۰ به باشگاه فوتبال زنان استابک] و در ۲۰۱۵ با نتیجه ۳–۲ به وینر باختند. با سرمایه‌گذاری سنگین مالک در باشگاه و جذب بازیکنان ملی از نروژ، سوئد، ایسلند و برزیل، کالدول در فصل ۲۰۱۵ با رقابت‌های سنگینی برای جایگاهش در تیم مواجه شد. تحت هدایت مربی جدید، تام نوردلی، کالدول به ۴ بازی در سال ۲۰۱۵ محدود شد و در پایان فصل تصمیم به ترک باشگاه گرفت: «در آن زمان، یک مربی جدید آمده بود. من به شدت تلاش می‌کردم تا ثابت کنم او اشتباه می‌کند، اما او به وضوح من را به عنوان یک بازیکن نمی‌پسندید و به من فرصتی نداد.» در مجموع، او ۶۶ بازی برای آوالدسنس انجام داد و ۸ گل به ثمر رساند.

### کلن
در ژانویه ۲۰۱۶، کالدول به باشگاه فوتبال زنان کلن که در بوندسلیگای زنان در حال مبارزه برای بقا بود، پیوست. اما کالدول در ۶ بازی که در همه آن‌ها کلن باخت، شرکت کرد و کلن از لیگ سقوط کرد.

### سند
او در پایان فصل جدا شد و تصمیم گرفت تا با اس‌سی سند در بوندسلیگا بماند و پس از یک آزمون موفق به این تیم پیوست. او در اولین فصل خود با این باشگاه ۲۴ بازی در تمام مسابقات انجام داد. او دوران خود را در اس‌سی سند، به ویژه تحت نظر کالین بل که او را برای سند جذب کرد و بعداً سرمربی تیم ملی ایرلند شد، به عنوان یک تجربه احیا کننده توصیف کرد. بل به‌ویژه کالدول را از یک بازیکن چندمنظوره در میانه زمین و دفاع چپ به یک مدافع مرکزی تبدیل کرد. در طول دنیاگیری کووید-۱۹ که آلمان در قرنطینه بود و بوندسلیگا هنوز معلق بود، کالدول و هم‌تیمی‌هایش در سند به عنوان کارگر مزرعه داوطلب شدند تا برای کمبود کارگران مهاجر به برداشت اسفناج و توت‌فرنگی بپردازند. در اوت ۲۰۲۰، کالدول به عنوان کاپیتان به جای آن ون بن منصوب شد. کالدول در میانه فصل اس‌سی سند را ترک کرد تا فرصت بازی دیگری را دنبال کند.

### نورث کارولینا کوریج
در ۱۹ ژانویه ۲۰۲۱، کالدول به ایالات متحده بازگشت تا به نورث کارولینا کوریج از لیگ ملی فوتبال زنان بپیوندد و قراردادی یک‌ساله با گزینه تمدید برای یک سال اضافی امضا کرد. در دسامبر ۲۰۲۱، کارولینای شمالی گزینه قرارداد کالدول را در پایان فصل رد کرد. او در این باشگاه ۸ بازی انجام داد.

### منچستر یونایتد
در ۲۷ ژانویه ۲۰۲۲، کالدول قراردادی کوتاه‌مدت با باشگاه لیگ برتری منچستر یونایتد برای باقی‌مانده فصل ۲۰۲۲–۲۰۲۱ امضا کرد. او در تمام رقابت‌ها ۶ بازی انجام داد و پس از پایان قراردادش در ۳۰ ژوئن ۲۰۲۲ باشگاه را ترک کرد.

### ریدینگ
در ۱۱ اوت ۲۰۲۲، کالدول با باشگاه فوتبال زنان ریدینگ از انگلیس قرارداد امضا کرد.

## دوران ملی
کالدول در ۱۴ سالگی اولین بازی خود را برای تیم ملی زیر ۱۷ سال جمهوری ایرلند انجام داد. او در دوره‌های انتخابی یورو ۲۰۰۵ و یورو ۲۰۰۶ زیر ۱۹ سال شرکت کرد و تا سال ۲۰۰۵ در سطح زیر ۱۹ سال ۱۸ بازی می‌کرد.
در ۱۵ مارس ۲۰۰۶، کالدول در سن ۱۷ سالگی اولین بازی ملی خود را برای تیم ملی فوتبال زنان جمهوری ایرلند انجام داد و در شکست ۴–۰ مقابل تیم ملی فوتبال زنان دانمارک به میدان رفت. اولین بازی غیر دوستانه او در اواخر همان ماه در شکست ۲–۰ در مقابل تیم ملی فوتبال زنان سوئیس در رقابت‌های مقدماتی جام جهانی بود.
کالدول اولین گل ملی خود را در ۶ مارس ۲۰۱۳ در پیروزی ۵–۱ مقابل تیم ملی فوتبال زنان ایرلند شمالی به ثمر رساند، این گل در بیست و یکمین بازی او بود و او برای اولین بار با شماره ۷ به میدان رفت که پس از بازنشستگی سیارا گرانت در ماه قبل به او رسید.
در پاییز ۲۰۲۱، مربی ایرلند ورا پاو کالدول را از ترکیب اصلی کنار گذاشت و به جای او از ساوانا مک‌کارتی استفاده کرد، اما تأکید کرد که کالدول هنوز بازیکن مهمی است: «این به این معنی نیست که او برای همیشه کنار گذاشته شده است، او بازیکن بسیار خوبی است و من احترام زیادی برای او قائل هستم. اما ما حرفه‌ای هستیم و باید بازی‌ها را ببریم.»